# Martyn Burke
Martyn Burke (Toronto, 14 settembre 1952) è un giornalista, scrittore, sceneggiatore, regista e produttore cinematografico canadese.

## Biografia
Inizia la propria carriera come sceneggiatore e regista di documentari per la CBC Television. Burke è stato anche fotografo e corrispondente di guerra durante il conflitto in Vietnam. A seguito di questa esperienza nasce il suo primo romanzo The Laughing War. Il suo secondo scritto è The Commissar's Report, una storia ambientata durante la guerra fredda in cui racconta le relazioni tra gli Stati Uniti e l'Unione Sovietica.
Nel corso degli anni ha alternato l'attività di scrittore, giornalista e documentarista, a quella cinematografica, lavorando come sceneggiatore, regista e produttore.

## Filmografia

### Regista
- Carnivals - documentario (1973)
- The Clown Murders (1976)
- Il gioco del potere (Power Play) (1978)
- The Last Chase (1981)
- The KGB Connections - documentario (1982)
- Witnesses - documentario (1988)
- I pirati di Silicon Valley (Pirates of Silicon Valley) (1999)
- Avenging Angelo (2002)
- Making Avenging Angelo - documentario (2003)
- America at a Crossroads - serie TV (2007)

### Attore
- Making Avenging Angelo - documentario (2003)

### Sceneggiatore
- The Clown Murders (1976)
- Power play: il gioco del potere (Power Play) (1978)
- The Last Chase (1981)
- The KGB Connections - documentario (1982)
- Top Secret! (1984)
- Witnesses - documentario (1988)
- Sugartime - film TV (1995)
- La seconda guerra civile americana (The Second Civil War) - film TV (1997)
- La guerra privata del Pentagono (The Pentagon Wars) - film TV (1998)
- I pirati di Silicon Valley (Pirates of Silicon Valley) (1999)
- La fattoria degli animali - film TV (1999)

### Produttore
- Carnivals - documentario (1973)
- The Last Chase (1981)
- Sugartime - film TV (1995)
- America at a Crossroads - serie TV (2007)

## Opere letterarie
- Laughing War 1980
- The Commissar's Report 1984
- Ivory Joe 1991
- Tiara: A Novel 1995
- The truth about the night